# Cantó de Bains-les-Bains
El cantó de Bains-les-Bains és un cantó francès del departament dels Vosges, situat al districte d'Épinal. Té 11 municipis i el cap és Bains-les-Bains.

## Municipis
- Bains-les-Bains
- Fontenoy-le-Château
- Grandrupt-de-Bains
- Gruey-lès-Surance
- Harsault
- Hautmougey
- La Haye
- Montmotier
- Trémonzey
- Vioménil
- Les Voivres

## Història
| Data d'elecció                           | Identitat       | Partit           | Qualitat |
| ---------------------------------------- | --------------- | ---------------- | -------- |
| 1951-1958                                | M. Frénot       | Divers droite    |          |
| 1958-1994                                | Paul Didier     | RI, després UDF  |          |
| 1994-2008                                | Alain Rapin     | RPR, després UMP |          |
| 2008-                                    | Frédéric Drevet | PS               |          |
| les dades anteriors no són pas conegudes |                 |                  |          |
|                                          |                 |                  |          |

## Demografia
| A partir de 1990: Població sense dobles comptes |